# Javorná (Bražec)

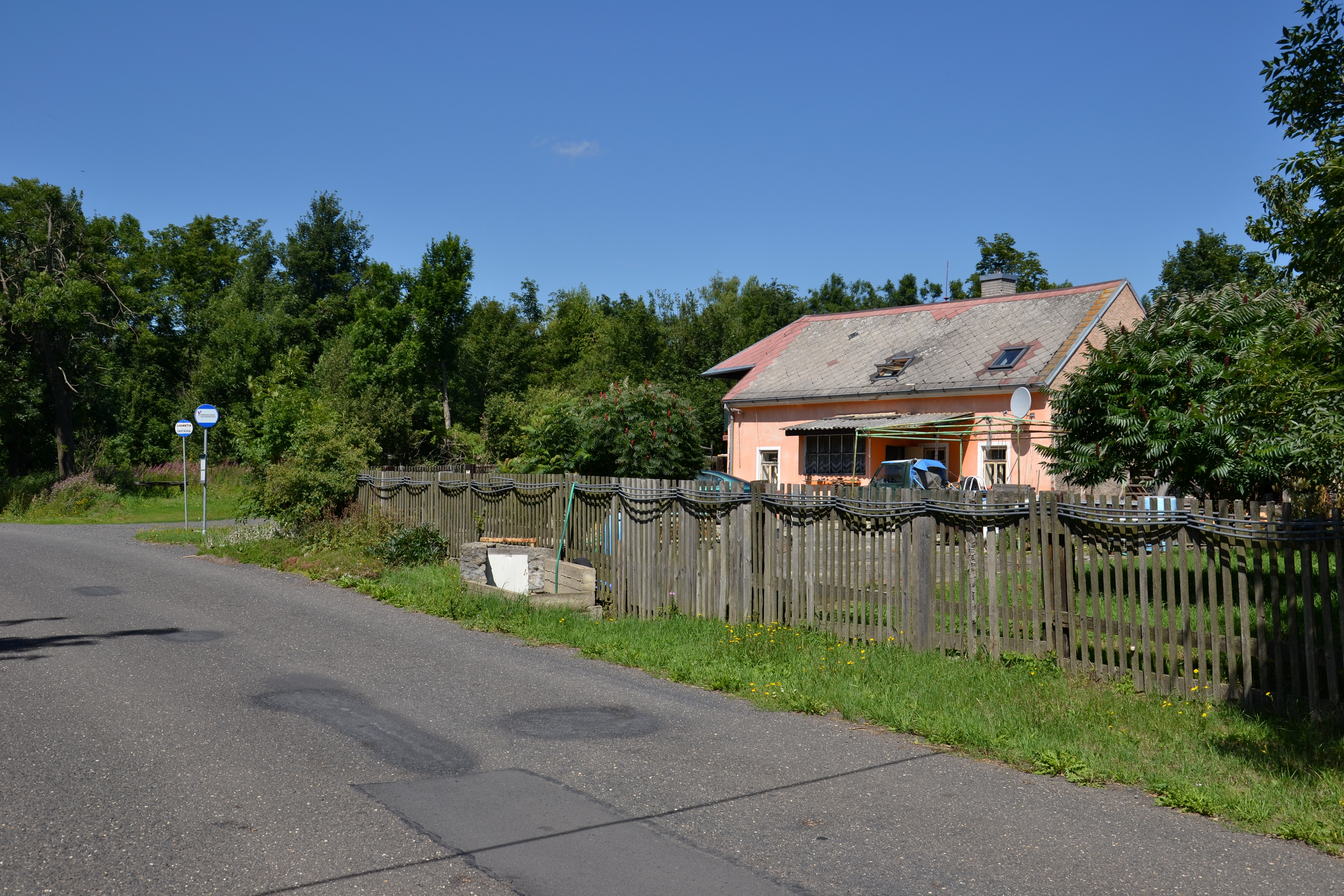
Ortsansicht

Javorná (deutsch Ohorn) ist ein Ortsteil der Gemeinde Bražec in Tschechien. Das erloschene Dorf liegt fünf Kilometer nördlich von Bochov (Buchau) am Rande des Truppenübungsplatzes Hradiště und gehört zum Okres Karlovy Vary.

## Geographie
Javorná befindet sich am Südabfall der zum Duppauer Gebirge gehörigen Hradišťská hornatina (Burgstadtler Masse) im Quellgebiet des Bochovský potok (Bergler Bach), der unterhalb des Ortes im Teich Javorenský rybník angestaut wird. Nördlich erheben sich die Vysoká pláň (Hohe Egge, 890 m n.m.) und der U Ruské věže (Ehacker, 912 m n.m.), im Nordosten der Znělec (825 m n.m.), östlich der Klobouk (789 m n.m.), im Südosten die Jelení komora (787 m n.m.), südlich der Valovský vrch (Wohlauer Berg; 761 m n.m.), im Westen die Kostelní hůrka (Kirchberg, 793 m n.m.) sowie nordwestlich der Plešivec (Plesselberg, 842 m n.m.).
Nachbarorte sind Dolní Valov (Unter Wohlau), die Wüstung Horní Valov (Ober Wohlau) und Těšetice (Teschetitz) im Südosten, die Wüstung Nový Dvůr (Neuhof) im Süden, Bražec (Bergles) im Südwesten, die Wüstung Kostelní Hůrka (Am Berge) im Westen sowie Činov (Schönau) und Lučiny (Hartmannsgrün) im Nordwesten. Auf dem Militärgebiet liegen die Wüstungen: Stará Ves (Altdorf), Mlýnská (Mühldorf), Dunkelsberg und Doupovské Mezilesí (Olitzhaus) im Norden, Těš (Tösch) im Nordosten, Březina (Pirk) und Hradiště (Höfen) im Osten, Radošov (Reschwitz) im Südosten sowie Dlouhá (Langgrün) im Westen.

## Geschichte
Die erste schriftliche Erwähnung des Dorfes erfolgte 1480, als Heinrich III. von Plauen das Gut Pyrgleyns mit der Burgherrschaft Neuhartenstein verband. Als Heinrich III. am 17. März 1493 dem Dorf Pyrgleyns einige Privilegien erteilte, traten Jacob Mulner und Nickel Bolzinger aus Ohorn als Zeugen auf. Im Jahre 1510 erwarb Georg Plick von Plickenstein das Gut Brežecz (Pergles) mit dem Dorf Jawornau unrechtmäßig zum Nachteil der Erben des Christoph von Zedtwitz, damit wurde es wieder von Neuhartenstein abgetrennt. 1568 erbten die Herren von Zedtwitz schließlich das Gut und die Feste. Georg Wilhelm von Zedtwitz und seine Brüder verkauften die Feste Pergles mit dem Hof und den Dörfern Pergles und Jaworny 1581 an Anna Caroline verwitwete Colonna von Fels, geborene Gräfin Schlik, die das Gut ihrer Herrschaft Engelsburg zuschlug. 1586 wurde das Dorf als Jawornau bezeichnet. Nach der Schlacht am Weißen Berg wurde die Herrschaft Engelsburg 1622 als konfiszierter Besitz des Leonhard Colonna von Fels an Hermann Czernin von Chudenitz verkauft und 1623 der Herrschaft Gießhübel zugeschlagen. In der berní rula von 1654 sind für Ohrn acht Bauern und 13 Chalupner aufgeführt. Haupterwerbsquellen waren die Viehzucht, der Anbau von Roggen sowie Fuhrdienste; außerdem bestand trotz der Höhenlage ein Weinberg mit einer Fläche von 2 ⅜ Strich. 1829 trat Johann Anton Hladik die Herrschaft Gießhübel gemeinschaftlich seiner Tochter Antonia und dem Schwiegersohn Wilhelm von Neuberg ab.
Im Jahre 1845 bestand das im Elbogener Kreis gelegene Dorf Ohorn aus 25 Häusern mit 132 deutschsprachigen Einwohnern. Pfarrort war Bergles. Bis zur Mitte des 19. Jahrhunderts blieb Ohorn der Herrschaft Gießhübel untertänig.
Nach der Aufhebung der Patrimonialherrschaften bildete Ohorn / Javorná ab 1850 eine Gemeinde im Gerichtsbezirk Buchau. Ab 1868 gehörte Ohorn zum Bezirk Luditz. Im Jahre 1869 bestand das Dorf aus 27 Häusern und hatte 146 Einwohner. 1878 nahm in Ohorn eine einklassige Dorfschule als Expositur der Pergleser Schule den Unterricht auf; 1889 waren 26 Kinder eingeschult. Im Jahre 1900 hatte Ohorn 155 Einwohner, 1910 waren es 157.
Nach dem Ersten Weltkrieg zerfiel der Vielvölkerstaat Österreich-Ungarn, die Gemeinde wurde 1918 Teil der neu gebildeten Tschechoslowakischen Republik. Beim Zensus von 1921 lebten in den 29 Häusern von Ohorn 147 Personen, davon 145 Deutsche. Im Jahre 1929 brannte das Gemeindehaus ab. 1930 lebten in den 30 Häusern der Gemeinde 138 Personen; die Katastralfläche umfasste 166 ha. Das Angerdorf erstreckte sich zu beiden Seiten des Bochovský potok, der nördlich von Ohorn entspringt und über den Dorfplatz floss. In Ohorn gab es 24 Landwirte; davon besaßen vier über 20 ha Felder, 14 weniger als 20 ha und sechs unter zwei ha. Außerdem gab es in dem Dorf einen Schmied und ein Gastwirt. Die Elektrifizierung erfolgte in den Jahren 1930 und 1931. Eine Freiwillige Feuerwehr wurde erst 1933 gegründet. Nach dem Münchner Abkommen wurde Ohorn im Oktober 1938 dem Deutschen Reich zugeschlagen und gehörte bis 1945 zum Landkreis Luditz. Im Jahre 1939 hatte die Gemeinde 143 Einwohner. Nach dem Ende des Zweiten Weltkrieges kam Javorná zur wiedererrichteten Tschechoslowakei zurück. Nach der Aussiedlung der deutschen Bewohner wurde Javorná mit Tschechen wiederbesiedelt. Im Zuge der Gebietsreform von 1948 wurde der Okres Žlutice auflöst und die Gemeinde zum 1. Februar 1949 dem Okres Karlovy Vary-okolí zugeordnet. Im Jahre 1950 lebten in den 30 Häusern von Javorná nur noch 56 Personen. 
1953 erfolgte die erneute Absiedlung des Dorfes und seine Eingliederung in den neuen Truppenübungsplatz Hradiště. Mit der Gemeindegebietsreform von 1960 wurde der Truppenübungsplatz dem Okres Karlovy Vary zugeordnet. Beim Zensus von 2001 bestand Javorná aus einem Wohnhaus und hatte einen Einwohner.
Im Zuge der Verkleinerung des Truppenübungsplatzes Hradiště wurde der erhaltene Rest von Javorná mit Beginn des Jahres 2016 aus dem Militärgebiet ausgegliedert und Teil der neuen Gemeinde Bražec. In Javorná standen zu dieser Zeit nur noch zwei Häuser vom unteren Teil des Dorfes; das eine dient als Wohnhaus des Teichmeisters, der im Auftrag der Gemeinde die umliegenden Fischteiche bewirtschaftet, das andere wurde inzwischen abgebrochen. Der größte Teil der verbuschten Dorfstelle mit einigen Mauerresten der Häuser gehört weiterhin zum Truppenübungsplatz.

## Ortsgliederung
Der Ortsteil Javorná ist Teil des Katastralbezirkes Bražec u Doupova.
Zu Javorná gehört die Wüstung Horní Valov (Ober Wohlau).

## Ehemalige Denkmale
- Statue des böhmischen Landesheiligen Johannes von Nepomuk, in den Feldern bei Javorná. Sie wurde 1992 in drei Teile zerbrochen wiederaufgefunden
- Bildstock am Dorfende
- Kreuz am Kirchweg nach Kostelní Hůrka